# Claude Expilly
Pour les articles homonymes, voir Expilly.
Claude Expilly, né à Voiron le 21 décembre 1561 et mort à Grenoble le 25 juillet 1636, est un magistrat et poète français de la fin du XVIe et du début du XVIIe siècle.

## Carrière
Né dans une famille de la petite noblesse, Claude Expilly devient docteur en droit et s'inscrit comme avocat au parlement du Dauphiné à Grenoble où il se fait remarquer pour ses brillantes plaidoiries. Il soutient notamment la noblesse lors du procès des tailles.
Pendant les guerres de religion, il commence par soutenir les ligueurs, mais, après leur défaite à Grenoble en 1590, il se rallie au duc de Lesdiguières, ancien protestant, et combat sous ses ordres. Cela lui permet d’entrer dans les grâces d’Henri IV qui le nomme conseiller d'État. Il accomplit un certain nombre de missions pour le roi, en particulier en ce qui concerne les frontières du Dauphiné.
Il est nommé avocat général du parlement de Grenoble, puis président de ce même parlement en avril 1616. Il le restera jusqu'en 1629.

## Publications
Claude Expilly était un homme de lettres. Il a écrit dans des domaines variés. Il s'intéresse à l'histoire et rédige un Supplément à l'histoire du chevalier Bayard. Il échange des monnaies et médailles anciennes avec Jean Savaron. Il a également écrit de nombreux poèmes dont le principal recueil, publié en 1596 est dédié à Gabrielle d'Estrées, maîtresse de Henri IV. Une partie de ses plaidoyers ont également été publiés.

## Portraits
- Anonyme, Portrait de Claude Expilly, XIXe siècle, huile sur toile. Coll. musée de Grenoble (inv. MG 351)